# Styrax peruvianum
Espèce
Statut de conservation UICN

 VU D2 : Vulnérable
Styrax peruvianum est une espèce de plantes à fleurs du genre Styrax de la famille des Styracaceae.